# Poricella oranensis
Poricella oranensis är en mossdjursart som först beskrevs av Campbell Easter Waters 1918.  Poricella oranensis ingår i släktet Poricella och familjen Arachnopusiidae. Inga underarter finns listade i Catalogue of Life.